# Чарлс Кингсли
Чарлс Кингсли (на английски: Charles Kingsley) е английски свещеник на Англиканската църква, университетски преподавател, социален реформатор, историк, поет и писател на произведения в жанровете драма, исторически роман, фентъзи, детска литература и документалистика.

## Биография и творчество
Чарлс Кингсли е роден на 12 юни 1819 г. в Холн, Девън, Англия. Има брат и сестра – Хенри Кингсли и Шарлот Чантер, които също стават писатели. Прекарва детството си в Кловли и в Барнак. Първоначално учи в Кралския колеж в Лондон, после се премества в колежа „Магдалена“ на Кеймбриджкия университет.
След дипломирането си става през юли 1842 г. помощник на енорийския свещеник в църквата в Евърсли, Хампшър, където служи до края на живота си. През януари 1844 г. се жени за Франсис Гренфел. Същата година става пастор в църквата.
През 1859 г. е назначен за свещеник на кралица Виктория. През 1860 г. той е назначен за преподавател по съвременна история в Кеймбриджкия университет. През 1861 г. той става частен учител на принца на Уелс.
През 1869 г. подава оставка от Кеймбриджкия университет. В периода 1870 – 1873 г. е абат на катедралата на Чешър. Докато е в Чешър, основава Чешърското дружество за природни науки, литература и изкуство, което играе важна роля при създаването на Гросвенския музей. През 1872 г. той приема председателството на института в Бирмингам и Мидланд и става негов 19-и президент. През 1873 г. става абат на Уестминстърското абатство.
В първите си два романа с християнско състрадание отразява живота на фабричните работници, най-угнетените слоеве от английското общество
През 1853 г. е издаден историческия му роман „Хипатия“, в който описва живота на ранните християни в египетския град Александрия през V век. Следващата година е публикуван и научният му труд „Училищата в Александрия“. На историческата тема е и тритомника „Westward Ho!“ (На запад!), в който описва сблъсъка на протестантска Англия и католическа Испания през XVI век.
Първата му книга за деца „The Heroes, Greek Fairy Tales for Children“ (Героите или гръцки легенди за деца) от 1856 г. преразказва най-известните старогръцки митове.
Става световноизвестен с романа си „Водните дечица“ от 1863 г. Той се счита за едно от първите произведения поставили началото на жанра фентъзи.
През 1870 г. той посещава Карибите, а през 1874 г. е на 6-месечно пътуване в САЩ, където изнася лекции и откъдето се завръща с разклатено здраве.
Чарлс Кингсли умира от пневмония на 23 януари 1875 г. в Евърсли, Хампшър. Погребан е в църквата „Сейнт Мери“ в Евърсли. В чест на 200-годишнината от рождението му в Кловли е открит музеят „Кингсли“.

## Произведения

### Самостоятелни романи
- The Saint's Tragedy (1848)
- Alton Locke (1849)
- Yeast (1849)
- Hypatia (1853)
- Westward Ho! (1855)
- The Story of Perseus (1856/1889)
Персей, изд.: ИК „Персей“, София (2010), прев. Емил Минчев
- Two Years Ago (1857)
- The Water Babies (1863)
Водни дечица, изд. „Франклин“ (1920), прев. Мара Г. Бенева
Водните дечица, изд.: ИК „Пан“, София (1998), прев. Светлана Комогорова-Комо
- Hereward the Wake (1866)
- The Hermits (1869)
- At Last : A Christmas in the West Indies (1871)

Други издадени на български език
- Между два свята, изд. „Д. Голов“ (1905), прев. Иван Пеев-Плачков

### Поеми
- The Weird Lady (1839)
- The Sands of Dee (1849)
- The Three Fishers (1851)

### Сборници
- The Heroes, Greek Fairy Tales for Children (1856)
- Andromeda and Other Poems (1858)
- Prose Idylls (1873)

### Документалистика
- Twenty-five Village Sermons (1849)
- Phaethon (1852)
- Sermons On National Subjects: 1st Series (1852)
- Alexandria and her Schools (1854)
- Sermons On National Subjects 2nd Series (1854)
- Glaucus : Or, The wonder of the shore (1855)
- Sermons for the Times (1855)
- The Good News of God (1859)
- The Limits of Exact Science As Applied to History: An Inaugural Lecture (1859)
- Miscellanies (1859)
- Town and Country Sermons (1861)
- The Roman and the Teuton (1864)
- David and other Sermons (1866)
- The Water of Life and Other Sermons (1867)
- Madam How and Lady Why (1869)
- Discipline: And Other Sermons (1872)
- Town Geology (1872)
- Plays and Puritans (1873)
- Health and Education (1874)
- Westminister Sermons (1874)
- Lectures Delivered in America (1875)

### Екранизации
- 1907 The Water Babies; or, The Little Chimney Sweep
- 1910 The Unchanging Sea – по поемата „The Three Fishers“
- 1912 The Sands of Dee
- 1919 Westward Ho!
- 1922 And Women Must Weep – по поемата „The Three Fishers“
- 1935 Water Babies
- 1952 How Does It End? – ТВ сериал, 1 епизод
- 1965 Hereward the Wake – ТВ сериал, 16 епизода
- 1978 The Water Babies
- 1988 Westward Ho!

### Книги за Чарлс Кингсли
- Charles Kingsley, his Letters and Memories of his Life (1877) – мемоари от Франсис Кингсли